# Buckley (Walia)
Buckley (wal. Bwcle) – miasto w Walii, w Flintshire. Leży 9,4 km od miasta Flint i 188 km od Cardiff. W 2016 roku miasto liczyło 20 134 mieszkańców. W 2016 roku jednostka administracyjna liczyła 16 493 mieszkańców.